# Frontonès
El Frontonès (en occità Frontonés) és un Parçan o comarca d'Occitània situada al Llenguadoc. La seva vila principal és Frontonh.
Segons la proposta de divisió territorial d'Occitània del diari Jornalet, basada en l'obra de Frederic Zégierman Le Guide des pays de France, el Frontonès estaria ubicat a la regió del Llenguadoc, subregió de l'Alt Llenguadoc.
Oficialment, els municipis del Frontonès estan situats al nord del departament francès de l'Alta Garona.